# 1985年ガリシア自治州議会選挙
1985年ガリシア自治州議会選挙は1985年11月24日にガリシア自治州で実施された第2回ガリシア自治州議会議員を選出、ならびに州首相および州政府を選択する選挙である。有権者数2,226,449人、そのうち投票したものが1,277,897（57.4％）、棄権が948,552（42.6％）、そして白票8,627（0.7％）であった。結果は国民連合（CP）が比較第一党で勝利、パブロ・ゴンサーレス・マリーニャスを筆頭とするガリシア同盟（CG）の議員のうち5人が院内会派混合グループ（Grupo Mixto）に加わったことによって引き起こされた党分裂による、首相指名投票での棄権によって、引き続き国民連合のヘラルド・フェルナンデス・アルボールが自治州政府首相を務めることとなった。1986年これらのCG離脱議員たちはガリシア民族主義党（PNG）を結党した。また、同年国民民主党（PDP）が、そして翌1987年には自由党が院内会派国民グループ（Grupo Popular）にはとどまり続けたものの、国民連合からは離脱した。
1986年10月自治州政府の副首相（es）ショセ・ルイス・バレイロは罷免され、国民同盟から放逐された。そして翌1987年ガリシア同盟に参加することになる自身の党ガリシア民主連合（Unión Democrática Galega、UDG）を他の4人の議員と結成した。7月ガリシア同盟所属の1議員が同党を離党し、国民グループ会派に加入した。
この政治勢力図の変化によって、1987年11月に州首相ヘラルド・フェルナンデス・アルボールの不信任案が可決され、ガリシア社会党のフェルナンド・ゴンサーレス・ラシェが同党のほかCG-UDG、PNG、PSG-EGの賛成、BNGの棄権、反対はAPのみという結果で州首相に選出された。
1988年ガリシア民族主義党（PNG）とガリシア主義民族主義党（PNG）は合同し、ガリシア民族主義党＝ガリシア主義党（PNG-PG）が誕生、2月には国民民主党のリーダーアレハンドロ・フェルナンデスが国民グループ会派を離脱、ガリシア同盟に移った。最終的に1988年から1989年の間にガリシア社会主義者党の2議員とガリシア民族主義党＝ガリシア主義党の2議員が混合グループ会派に移った

## 選挙結果
| ← 1985年ガリシア自治州議会選挙 → |                                                     |                                      |         |       |      |     |
| 州首相・州政府 | 政党                                                | 候補者                               | 得票    | ％    | 議席 | +/- |
| - 首相: ヘラルド・フェルナンデス・アルボール（1985年－1987年11月） フェルナンド・ゴンサーレス・ラシェ (1987年11月－1989年） - 政府: CP（1985年－1987年11月） PSdG-PNG-CG (1987年11月－1989年） - 有権者数: 2,226,449 - 投票数: 1,277,897 (57.4%) - 棄権: 948,552 (42.6%) - 有効投票数: 1,262,564 - 候補者投票数: 1,253,937 (99.3%) - 定数: 71 | ガリシア国民連合（AP-PDP（es）-PL（es）-CdG（es）） | ヘラルド・フェルナンデス・アルボール | 516,218 | 41.17 | 34a  | +8  |
| - 首相: ヘラルド・フェルナンデス・アルボール（1985年－1987年11月） フェルナンド・ゴンサーレス・ラシェ (1987年11月－1989年） - 政府: CP（1985年－1987年11月） PSdG-PNG-CG (1987年11月－1989年） - 有権者数: 2,226,449 - 投票数: 1,277,897 (57.4%) - 棄権: 948,552 (42.6%) - 有効投票数: 1,262,564 - 候補者投票数: 1,253,937 (99.3%) - 定数: 71 | ガリシア社会主義者党（PSG-PSOE）                    | フェルナンド・ゴンサーレス・ラシェ   | 361,946 | 28.86 | 22   | +6  |
| - 首相: ヘラルド・フェルナンデス・アルボール（1985年－1987年11月） フェルナンド・ゴンサーレス・ラシェ (1987年11月－1989年） - 政府: CP（1985年－1987年11月） PSdG-PNG-CG (1987年11月－1989年） - 有権者数: 2,226,449 - 投票数: 1,277,897 (57.4%) - 棄権: 948,552 (42.6%) - 有効投票数: 1,262,564 - 候補者投票数: 1,253,937 (99.3%) - 定数: 71 | ガリシア同盟 (CG)                                   | パブロ・ゴンサーレス・マリーニャス   | 163,425 | 13.03 | 11   | +11 |
| - 首相: ヘラルド・フェルナンデス・アルボール（1985年－1987年11月） フェルナンド・ゴンサーレス・ラシェ (1987年11月－1989年） - 政府: CP（1985年－1987年11月） PSdG-PNG-CG (1987年11月－1989年） - 有権者数: 2,226,449 - 投票数: 1,277,897 (57.4%) - 棄権: 948,552 (42.6%) - 有効投票数: 1,262,564 - 候補者投票数: 1,253,937 (99.3%) - 定数: 71 | ガリシア社会党＝ガリシア左翼（PSG-EG）              | カミーロ・ノゲイラ                   | 71,599  | 5.71  | 3    | +2b |
| - 首相: ヘラルド・フェルナンデス・アルボール（1985年－1987年11月） フェルナンド・ゴンサーレス・ラシェ (1987年11月－1989年） - 政府: CP（1985年－1987年11月） PSdG-PNG-CG (1987年11月－1989年） - 有権者数: 2,226,449 - 投票数: 1,277,897 (57.4%) - 棄権: 948,552 (42.6%) - 有効投票数: 1,262,564 - 候補者投票数: 1,253,937 (99.3%) - 定数: 71 | ガリシア民族主義ブロック（BNG）                     | ショセ・マヌエル・ベイラス           | 53,072  | 4.23  | 1    | -2  |
| - 首相: ヘラルド・フェルナンデス・アルボール（1985年－1987年11月） フェルナンド・ゴンサーレス・ラシェ (1987年11月－1989年） - 政府: CP（1985年－1987年11月） PSdG-PNG-CG (1987年11月－1989年） - 有権者数: 2,226,449 - 投票数: 1,277,897 (57.4%) - 棄権: 948,552 (42.6%) - 有効投票数: 1,262,564 - 候補者投票数: 1,253,937 (99.3%) - 定数: 71 | 民主社会中道党（CDS）                               |                                      | 41,411  | 3.30  | 0    |     |
| - 首相: ヘラルド・フェルナンデス・アルボール（1985年－1987年11月） フェルナンド・ゴンサーレス・ラシェ (1987年11月－1989年） - 政府: CP（1985年－1987年11月） PSdG-PNG-CG (1987年11月－1989年） - 有権者数: 2,226,449 - 投票数: 1,277,897 (57.4%) - 棄権: 948,552 (42.6%) - 有効投票数: 1,262,564 - 候補者投票数: 1,253,937 (99.3%) - 定数: 71 | ガリシア共産党（PCG-PCE）                           |                                      | 10,625  | 0.85  | 0    | -1  |
| - 首相: ヘラルド・フェルナンデス・アルボール（1985年－1987年11月） フェルナンド・ゴンサーレス・ラシェ (1987年11月－1989年） - 政府: CP（1985年－1987年11月） PSdG-PNG-CG (1987年11月－1989年） - 有権者数: 2,226,449 - 投票数: 1,277,897 (57.4%) - 棄権: 948,552 (42.6%) - 有効投票数: 1,262,564 - 候補者投票数: 1,253,937 (99.3%) - 定数: 71 | 労働社会党（PST）                                   |                                      | 9,689   | 0.77  | 0    |     |
| - 首相: ヘラルド・フェルナンデス・アルボール（1985年－1987年11月） フェルナンド・ゴンサーレス・ラシェ (1987年11月－1989年） - 政府: CP（1985年－1987年11月） PSdG-PNG-CG (1987年11月－1989年） - 有権者数: 2,226,449 - 投票数: 1,277,897 (57.4%) - 棄権: 948,552 (42.6%) - 有効投票数: 1,262,564 - 候補者投票数: 1,253,937 (99.3%) - 定数: 71 | ガリシア共産党マルクス主義＝革命派（PCG (m-r)）     |                                      | 8,318   | 0.66  | 0    |     |
| - 首相: ヘラルド・フェルナンデス・アルボール（1985年－1987年11月） フェルナンド・ゴンサーレス・ラシェ (1987年11月－1989年） - 政府: CP（1985年－1987年11月） PSdG-PNG-CG (1987年11月－1989年） - 有権者数: 2,226,449 - 投票数: 1,277,897 (57.4%) - 棄権: 948,552 (42.6%) - 有効投票数: 1,262,564 - 候補者投票数: 1,253,937 (99.3%) - 定数: 71 | ヒューマニズム・プラットフォーム（PH）（es）        |                                      | 7,280   | 0.58  | 0    |     |
| - 首相: ヘラルド・フェルナンデス・アルボール（1985年－1987年11月） フェルナンド・ゴンサーレス・ラシェ (1987年11月－1989年） - 政府: CP（1985年－1987年11月） PSdG-PNG-CG (1987年11月－1989年） - 有権者数: 2,226,449 - 投票数: 1,277,897 (57.4%) - 棄権: 948,552 (42.6%) - 有効投票数: 1,262,564 - 候補者投票数: 1,253,937 (99.3%) - 定数: 71 | ガリシア農業党（PGC）                               |                                      | 3,172   | 0.25  | 0    |     |
| - 首相: ヘラルド・フェルナンデス・アルボール（1985年－1987年11月） フェルナンド・ゴンサーレス・ラシェ (1987年11月－1989年） - 政府: CP（1985年－1987年11月） PSdG-PNG-CG (1987年11月－1989年） - 有権者数: 2,226,449 - 投票数: 1,277,897 (57.4%) - 棄権: 948,552 (42.6%) - 有効投票数: 1,262,564 - 候補者投票数: 1,253,937 (99.3%) - 定数: 71 | ファランヘ党 (FE JONS)                              |                                      | 2,922   | 0.23  | 0    |     |
| - 首相: ヘラルド・フェルナンデス・アルボール（1985年－1987年11月） フェルナンド・ゴンサーレス・ラシェ (1987年11月－1989年） - 政府: CP（1985年－1987年11月） PSdG-PNG-CG (1987年11月－1989年） - 有権者数: 2,226,449 - 投票数: 1,277,897 (57.4%) - 棄権: 948,552 (42.6%) - 有効投票数: 1,262,564 - 候補者投票数: 1,253,937 (99.3%) - 定数: 71 | ガリシア共産党マルクス・レーニン主義派（PCE (m-l)） |                                      | 1,554   | 0.12  | 0    |     |
| - 首相: ヘラルド・フェルナンデス・アルボール（1985年－1987年11月） フェルナンド・ゴンサーレス・ラシェ (1987年11月－1989年） - 政府: CP（1985年－1987年11月） PSdG-PNG-CG (1987年11月－1989年） - 有権者数: 2,226,449 - 投票数: 1,277,897 (57.4%) - 棄権: 948,552 (42.6%) - 有効投票数: 1,262,564 - 候補者投票数: 1,253,937 (99.3%) - 定数: 71 | ガリシア統一社会党（USG）                           |                                      | 1,379   | 0.11  | 0    |     |
| - 首相: ヘラルド・フェルナンデス・アルボール（1985年－1987年11月） フェルナンド・ゴンサーレス・ラシェ (1987年11月－1989年） - 政府: CP（1985年－1987年11月） PSdG-PNG-CG (1987年11月－1989年） - 有権者数: 2,226,449 - 投票数: 1,277,897 (57.4%) - 棄権: 948,552 (42.6%) - 有効投票数: 1,262,564 - 候補者投票数: 1,253,937 (99.3%) - 定数: 71 | ガリシア共産主義運動（MCG）                         |                                      | 1,327   | 0.11  | 0    |     |
| - 首相: ヘラルド・フェルナンデス・アルボール（1985年－1987年11月） フェルナンド・ゴンサーレス・ラシェ (1987年11月－1989年） - 政府: CP（1985年－1987年11月） PSdG-PNG-CG (1987年11月－1989年） - 有権者数: 2,226,449 - 投票数: 1,277,897 (57.4%) - 棄権: 948,552 (42.6%) - 有効投票数: 1,262,564 - 候補者投票数: 1,253,937 (99.3%) - 定数: 71 | 白票                                                |                                      | 8,627   | 0.70  | N/A  | N/A |
| - 首相: ヘラルド・フェルナンデス・アルボール（1985年－1987年11月） フェルナンド・ゴンサーレス・ラシェ (1987年11月－1989年） - 政府: CP（1985年－1987年11月） PSdG-PNG-CG (1987年11月－1989年） - 有権者数: 2,226,449 - 投票数: 1,277,897 (57.4%) - 棄権: 948,552 (42.6%) - 有効投票数: 1,262,564 - 候補者投票数: 1,253,937 (99.3%) - 定数: 71 | 無効票                                              |                                      |         |       | N/A  | N/A |

- 注a：議席の内訳は国民同盟（AP）が22議席、国民民主党（PDP）が7議席、自由党（PL）が4議席、ガリシア中道（CdG）が2議席、無所属1議席。
- 注b：1981年の選挙ではガリシア社会主義党（PSG）とガリシア左翼（EG）は別々に選挙を戦ったことによる。

出典：Argos（Subdirección de Análisis y Políticas Públicas de la Presidencia de la Generalitat）（2012年6月10日閲覧）。